# معركة بصرى (2015)
معركة بصرى هي عملية عسكرية شنتها المعارضة خلال الحرب الأهلية السورية من أجل السيطرة على مدينة بصرى في محافظة درعا.